# 竹北六張犁忠孝堂
竹北六張犁忠孝堂，是位於臺灣新竹縣竹北市東平里的一處宅第，該建築過去曾為林姓祭祀公業人的居所，目前已登錄為新竹縣歷史建築。

## 歷史
忠孝堂於日治時期時的明治43年（1910年），於六張犁傳統林姓聚落內建造，後轉讓林先坤第六房林礽極派下使用，作為林姓祭祀公業管理人林礽極、林棋熾之故居與其族人居所，後於昭和15年（1940年）因故轉讓其姻親姜阿贊兩家族居住，林礽極過世後，忠孝堂交由長子林祺熾繼承。考量到先前忠孝堂已承租給姜家居住，因此林氏一家此後未在忠孝堂定居，而是遷至新竹市石坊里一帶居住。太平洋戰爭期間，林祺熾一家為躲避美軍空襲，曾於1945至1949年間回到忠孝堂暫時和姜家共住。
1968年，姜金火以新台幣五萬元向林祺熾買下忠孝堂。基於對林家的尊重，他保留了原「忠孝堂」號。後續，因養殖豬圈工作需求，陸續於忠孝堂周圍增建豬舍、倉庫及磚造樓房，並將忠孝堂右橫屋內部整建成豬圈。建築物後方的設施則設有養雞場，並於每年作為褒忠亭義民祭祭祀用之牲畜宰殺之地點使用。，後在1980年代，由於姜家新居落成後後代遷出，忠孝堂僅剩姜金火與妻子二人居住。
1999年，六張犁聚落全區因都市計畫徵收並劃定為竹北六家民俗公園，為配合政府徵收作業，姜家自行將增建的忠孝堂右外橫、後方豬舍及倉庫均拆除。2002年，在縣治二期區段徵收完成配地後，因林氏宗親決定民俗公園保存的範圍，最終決議保留忠孝堂，忠孝堂則於2007年9月12日，由新竹縣政府登錄為歷史建築。
2013年，由於忠孝堂的木料受到白蟻等蟲害影響，導致屋身損壞嚴重，新竹縣政府在爭取中華民國客家委員會補助經費後，對於忠孝堂進行研究調查與規劃設計，於2016年進行修復工程，修復工程最終則於2017年完工。，未來規劃作為客家文化展覽實驗館使用。

## 建築設計
忠孝堂為典型客家傳統民居，形式為土埆厝三合院，「忠孝」為其堂號，其建築格局為正身五開間，左右設有兩橫屋，其建築屬於「塌肚型」，即所謂的凹壽，亦即正身中央廳下的大門退縮形式。
屋頂為兩坡式，並以紅瓦鋪覆，建身結構則為木構造，其中正屋與橫屋為八角棟，落鵝間為圓棟。 
天井部分則鋪有卵石地坪，台階為一般的水泥地坪，室內地坪除了正廳皆為磚鋪面，右外橫屋為養豬空間。
日治時期，該建築因風水考量，於原圍牆內加建一道圍牆。